# Bahira
Baḥīrā in arabo بحيرى‎?, in siriaco: ܒܚܝܪܐ, probabilmente dal siriaco bḥīrā, ossia "approvato (da Dio)", anche conosciuto come Sergio il monaco (... – fine VI secolo) è stato un monaco cristiano siriaco che, secondo la tradizione, alla fine del VI secolo, avrebbe riconosciuto ed educato cristianamente il giovane Maometto, in quanto portatore di un evidente carisma profetico.

## Biografia
La storia dell'incontro di Maometto con Baḥīra è riportata nelle opere dei primi storici musulmani Ibn Hisham (morto nell'833), Ibn Sa'd (784-855) e Ṭabarī (839-923), le cui versioni differiscono in alcuni dettagli.
Il giovane Maometto, che allora aveva nove o dodici anni, incontrò Baḥīra nella città di Bosra in Siria mentre viaggiava con una carovana meccana, accompagnando suo zio Abū Ṭālib. Quando la carovana passò accanto alla sua cella, il monaco invitò i mercanti a una festa. Accettarono l'invito, lasciando il ragazzo a guardia del cammello. Bahira, tuttavia, insistette affinché tutti i carovanieri andassero con lui. Allora un evento miracoloso indicò al monaco che Maometto sarebbe diventato un profeta.
Il movimento di una nuvola che continuava a proteggere dai dardi solari Maometto, indipendentemente dal momento della giornata, attirò l'attenzione di Baḥīra. Il monaco rivelò le sue visioni sul futuro di Maometto allo zio del ragazzo, avvertendolo di proteggere il bambino dagli ebrei (nella versione di Ibn Sa'd) o dai Bizantini (nella versione di al-Ṭabarī). Sia Ibn Saʿd che al-Ṭabarī scrivono che Baḥīra trovò l'annuncio della venuta di Maometto nei vangeli, secondo la tradizione islamica originali e non adulterati, che egli possedeva.
L'origine etnica di Baḥīra è dibattuta. Sarebbe logico attendersi che fosse un siriaco sebbene esistano altre tradizioni che parlano di una sua origine araba, ebionita, nestoriana o gnostica nasoreana. Il suo nome deriva dal siriaco bḥīrā, che significa “vagliato (da Dio) e approvato”.

## Tradizione cristiana
Vista la leggenda, tanto bastò alla tradizione cristiana occidentale e orientale per far diventare Baḥīra un monaco eretico, le cui convinzioni erronee avrebbero ispirato il Corano, in accordo con la duratura convinzione che l'Islam fosse una forma deviata ed eretica di cristianesimo. Baḥīra è al centro dell'Apocalisse di Baḥīra, apocrifo redatto sia in arabo sia in siriaco. Alcuni arabisti sostengono che le opere di Baḥīra formarono la base delle parti del Corano conformi ai principi del cristianesimo, mentre il resto fu introdotto da compilatori successivi, come ʿOthmān b. ʿAffān o ebrei e arabi contemporanei. Il nome e l'affiliazione religiosa del monaco variano nelle diverse fonti cristiane. Ad esempio, San Giovanni Damasceno († 749), afferma che Maometto "dopo aver letto l'Antico e il Nuovo Testamento e altri testi cristiani e dopo aver conversato con un monaco ariano, ideò la propria eresia".
Per ʿAbd al-Masīḥ al-Kindī, che lo chiama Sergio e scrive che in seguito prese il nome di Nestorio, Baḥīra era un nazoreo (o ebionita), un gruppo di ebrei cristiani di solito associato ai nestoriani. Dopo il IX secolo, i polemisti bizantini si riferiscono a lui come Baeira o Pakhyras, nomi derivati da Baḥīra, e lo descrivono come un iconoclasta. Talvolta Baḥīra è considerato giacobita o ariano. Le biografie polemiche paleocristiane di Maometto sono concordi nell'affermare che il presunto analfabetismo di Maometto non implichi che egli abbia ricevuto le sue dottrine religiose dall'Arcangelo Gabriele, e spesso considerano Baḥīra il maestro religioso segreto di Maometto.

### Scientifica
- (AR, EN) Maulana Muhammad Ali (a cura di), The Holy Qur'an: Arabic Text with English Translation and Commentary, New Addition, Ohio, USA, Ahmadiyya Anjuman Isha’ at Islam Lahore Inc., 2002.
- (EN) B. Roggema, The Legend of Sergius Baḥīrā. Eastern Christian Apologetics and Apocalyptic in Response to Islam, in The History of Christian-Muslim Relations. Texts and Studies, vol. 9, 2008. Include edizioni, traduzioni e ulteriori riferimenti.
- (EN) K. Szilágyi, Muhammad and the Monk: The Making of the Christian Baḥīrā Legend, in Jerusalem Studies in Arabic and Islam, vol. 34, 2008.
- (FR) A. Abel, L'Apocalypse de Bahira et la notion islamique du Mahdi, in Annuaire de l'Institut de Philologie et d'Histoire Orientale, III, 1935,  pp. 1-12.
- (EN) M. Alija Ramos e S. H. Griffith, The legend of the Monk Bahira; the Cult of the Cross and lconoclasm, in P. Canivet & J-P. Rey (a cura di), Muhammad and the Monk Bahîrâ: Reflections on a Syriac and Arabic text from early Abbasid times, vol. 79, Oriens Christianus, 1995,  pp. 146-174, ISSN 0340-6407 (WC · ACNP), OCLC 1642167.
- (EN) Griffith, S. H., Disputing with Islam in Syriac: The Case of the Monk of Bêt Hãlê and a Muslim Emir, in Hugoye: Journal of Syriac Studies, vol. 3, n. 1, gennaio 2000 (archiviato dall'url originale il 16 luglio 2006).

### Narrativa
- (EN) Osman Kartal, The Prophet’s Scribe, London, Athena Press, 2009.
- Pietrangelo Buttafuoco, L'ultima del Diavolo, Scrittori italiani e stranieri, Milano, Mondadori, 2008, ISBN 978-88-04-56224-5.